# Montenegrinsk
Montenegrinsk er det officielle sprog i Montenegro og er en afart af det sprog, som førhen var kendt som serbokroatisk. Det er et slavisk sprog og er nært beslægtet med serbisk, bosnisk og kroatisk.
Montenegrinsk er det officielle sprog i Montenegro, men man har ret til at benytte både serbisk, bosnisk og kroatisk i Montenegro. Det er ikke endeligt kodificeret endnu, men der arbejdes på at få det standardiseret.